# Botryias fructiger
Botryias fructiger är en kräftdjursart som beskrevs av Richardson 1910. Botryias fructiger ingår i släktet Botryias och familjen klotkräftor. Inga underarter finns listade i Catalogue of Life.